# Keythedral
Keythedral ist ein Spiel für 2 bis 5 Spieler von Richard Breese, erschienen 2002 bei R & D Games. 2004 erschien bei Pro Ludo eine 2. Auflage. Die Illustrationen stammen von Juliet Breese, übersetzt wurde es von Barbara Dauerhauer.
Das Spiel führt die Spieler in die imaginäre Stadt Keytown in Keyland, um dort eine Keythedral zu bauen. Diese entsteht in 5 Bauabschnitten wofür unterschiedliche Baumaterialien benötigt werden, zunächst Stein und Holz, später Glas-, Kunst- und Goldschmiedearbeiten. Damit die Arbeiten voranschreiten brauchen die Arbeiter Nahrung und Wasser, förderlich ist auch das eine oder andere Glas Wein.

## Inhalt
- 1 Spielplan Keythedral
- 1 Spielplan Keytown
- 5 Sichtschirme in den Spielerfarben blau, gelb, grau, grün und rot
- 5 Übersichtskarten Spielverlauf
- 20 Gesetzeskarten
- 29 Ertragsfelder, achteckige Plättchen rückseitig mit 1 (4×), 2 (10×), 3–5 (je 5×) beschriftet:
  - 6× Steinbruch (grau)
  - 8× Wald (braun)
  - 5× See (blau)
  - 5× Bauernhof (grün)
  - 5× Weinberg (rot)
- 34 Bauplättchen (quadratisch)
  - je 6× 4, 10 und 12 Punkte
  - je 8× 6 und 8 Punkte
- 25 Hüttenplättchen, Karos, je 5 in den Spielerfarben blau, gelb, grau, grün und rot, von 1 bis 5 nummeriert
- 50 Arbeiterplättchen mit unterschiedlichen Motiven (rund), je 10 in den Spielerfarben blau, gelb, grau, grün und rot
- 1 Keythedral-Plättchen
- 30 Produktsteine:
  - 10× Kunstschmiedearbeiten (weiße Würfel)
  - 10× farbiges Glas (lila Würfel)
  - 10× Goldschmiedearbeiten (gelbe Würfel)
- 85 Ressourcensteine:
  - 20× Holz (braune Würfel)
  - 20× Stein (schwarze Würfel)
  - 15× Nahrung (grüne Würfel)
  - 15× Wasser (blaue Würfel)
  - 15× Wein (rote Würfel)
- 1 Startspielermarker
- 15 Zäune, je 3 in den Spielerfarben blau, gelb, grau, grün und rot
- 5 Marker zur Festlegung der Arbeitsreihenfolge.
- Spielanleitung (12 DIN-A4-Seiten)

## Beschreibung
Das Spiel kann in zwei Versionen gespielt werden, die sich in der Zahl der Bauplättchen unterscheiden, wodurch sich die Spieldauer ändert.
Zu Beginn des Spiels werden die vier achteckigen Ertragsfelder mit Nr. 1 an das Keythedral-Plättchen angelegt. Auf jedes Feld des Keythedral-Spielplans wird verdeckt – oder offen, wenn vereinbart – ein Bauplättchen mit der entsprechenden Punktzahl gelegt. In der Vorbereitungsphase des Spieles ziehen die Spieler abwechselnd eines der Ertragsfelder und legen es an einer beliebigen senkrechten oder waagerechten Kante eines schon liegenden Feldes an. Anschließend wird ein eigenes Hüttenplättchen an einer der schrägen Kanten eines beliebigen Landschaftsfeldes angelegt. Die Spieler sollten dabei darauf achten, dass sie möglichst zu allen Ertragsfeldarten Zugang von ihren Hütten haben. Wenn alle Landschaftsfelder und Hüttenplättchen ausgelegt sind, werden die Bauplättchen mit 4 Punkten aufgedeckt.
Nun beginnt das eigentliche Spiel. Dieses läuft über mehrere Runden, in der Regel 7 bis 9. Eine Runde besteht aus folgenden Phasen:
- Arbeiterplätchen legen:

Reihum bestimmen die Spieler von welcher Hütte bzw. welchem Haus aus Arbeiter auf die angrenzenden Felder gesetzt werden. Von einem Haus dürfen dabei 2 Felder mit je einem Arbeiter besetzt werden. Jedes Feld kann aber nur von einem Arbeiter besetzt werden. Hat ein Spieler von seiner Hütte keinen Zugang zu einem freien Feld, kann er keinen Arbeiter einsetzen.
- Erwerb von Ressourcensteinen:

Reihum nehmen sich die Spieler für ihre Arbeiter Ressourcen für die Felder, auf denen sich Arbeiter befinden.
- Ausgeben von Ressourcensteinen

Reihum dürfen die Spieler eine der folgenden Aktionen durchführen:
- Einen Sitz in der Kathedrale erwerben, indem die dafür notwendigen Produkt- oder Ressourcensteine abgegeben werden. Sind alle Bauplättchen mit der Zahl 4 verkauft worden, werden sofort die Bauplättchen mit der Zahl 6 aufgedeckt usw.
- Eine Hütte in ein Haus umwandeln: Dies kostet ein Holz und einen Stein, ein beliebiges Hüttenplättchen wird umgedreht. Dies ist insbesondere zu Beginn des Spieles sinnvoll, um später mehr Arbeiter einsetzen zu können.
- Einen Zaun errichten oder entfernen: Für ein Holz darf an einer beliebigen Hüttenkante ein Zaun gebaut werden. Von diesem Plättchen aus kann das angrenzende Ertragsfeld nicht mehr betreten werden. Ein Zaun kann aber durch Abgabe von 2× Wein wieder entfernt werden. Eine Hütte oder Haus, das keinen Zugang mehr zu einem Ertragsfeld hat, kann an einer beliebigen freien Stelle neu eingesetzt werden.
- Glas, Gold- oder Kunstschmiedearbeiten kaufen
- Ressourcensteine beim Händler kaufen
- Eine Gesetzeskarte kaufen: Wer diese kauft, darf danach keine weitere Aktion mehr durchführen. Mit den Gesetzeskarten kann in den Spielverlauf sofort oder in späteren Phasen eingegriffen werden.
- Passen: Haben alle Spieler nacheinander gepasst endet diese Phase.

- Arbeiterplättchen zurücknehmen:

Diese Phase kann auch mit der Phase „Erwerb von Ressourcensteinen“ verbunden werden, es ist dann übersichtlicher welche Arbeiter schon abgerechnet wurden.
- Wechsel des Startspielers:

Normalerweise wechselt der Startspielermarker im Uhrzeigersinn, die Spieler haben aber die Möglichkeit auf das Recht den Startspieler zu bestimmen zu bieten, indem sie Produkt- oder Ressourcensteine dafür einsetzen.
Das Spiel endet, wenn das letzte Bauplättchen aus der Keythedral gekauft wurde, Gewinner des Spiels ist, wer die meisten Punkte durch Bauplättchen und unverbrauchte Produkt- und Ressourcensteine erreichen konnte.

## Spielkritiken
- Spielbox Ausgabe 1/03: „Zwei Gesichter“